# Григошин, Яков Пахомович
Яков Пахомович Григошин (3 ноября 1888, Армиёво, Саратовская губерния  — 24 мая 1938, Саранск) — советский мордовский поэт, один из основоположников новой эрзянской поэзии. Член Союза писателей СССР (1934).

## Биография
Родился 3 ноября 1888 года в Армиёво, Саратовская губерния, в эрзянской крестьянской семье. Семья рано осталась без отца. Окончил учительскую семинарию, Саратовский университет, учился в аспирантуре МНИИЯЛИЭ.
С 1916 года работал сельским учителем, а по совместительству — литературным сотрудником газеты «Якстере сокиця» («Красный пахарь»), позже — заместителем уполномоченного по делам искусств Совета народных комиссаров Мордовской АССР. В 1930—1932 годах жил в Москве и работал в редакции газеты «Якстере теште».
Писать и публиковаться начал ещё до Октябрьской революции: с 1914 года — на русском языке; а с 1921 года — также и на родном эрзянском языке. В 1926 году Григошин в соавторстве написал и издал первый букварь для мордвы. В 1931 году вышел сборник его стихов «Од велень гайгемат» («Песни новой деревни»), где описаны перемены, происходившие в деревне, постепенное воплощение в жизнь желаний родного народа. В 1930-х в Москве и Саранске вышли ещё три поэтических сборника: «Од вий» («Новая сила», 1933), «Колхозонь паксява» («По колхозным полям», 1935), «Поздоровт теть, Мордовия!» («Привет тебе, Мордовия!», 1935). В историю эрзянской литературы вошёл как поэт, заложивший основы современного мордовского стихосложения. Написал либретто исторической оперы «Кузьма Алексеев». В 1934 году издал сборник детских рассказов «Толнэ» («Огонёк»).
5 ноября 1937 года был заключён по обвинению «в националистическом уклоне творчества, выражении чаяний мордовского кулачества, отказе от классовых принципов». Расстрелян  24 мая 1938 года по Сталинскому расстрельному списку приговором выездной сессии ВКВС СССР в Саранске. Посмертно реабилитирован ВКВС СССР 19 апреля 1958 года.